# 全国ビルメンテナンス協会
公益社団法人全国ビルメンテナンス協会（ぜんこくビルメンテナンスきょうかい）は、内閣府所管、以前は厚生労働省所管の建築物管理に関する公益社団法人。

## 概要
大阪万博の会場運営のため、日本中の関係者によって、1966年（昭和41年）設立。

### 沿革
- 1966年、設立、『ビルメンテナンス』創刊
- 1969年、大阪万博管理開始
- 1972年、札幌オリンピック管理
- 1973年、建築物管理訓練センター開設
- 1977年、ビルクリーニング技能審査開始
- 1988年、日本環境管理学会設立

### 歴代会長
- 丸橋博行（ダイケングループ）
- 八木祐四郎（東京美装興業・日本オリンピック委員会会長）
- 狩野伸彌（太平ビルサービス）

### 支部
- 北海道地区本部 - 北海道札幌市中央区北3条西17-2-3
- 東北地区本部 - 宮城県仙台市青葉区本町1-12-30
- 東京地区本部 - 本部1F
- 関東甲信越地区本部 - 東京都荒川区西日暮里5-24-7
- 中部北陸地区本部 - 愛知県名古屋市中区錦3-23-31
- 近畿地区本部 - 大阪府大阪市北区中津1-2-19
- 中国地区本部 - 広島県広島市西区己斐本町2-19-3
- 四国地区本部 - 香川県高松市林町2217-15
- 九州地区本部 - 福岡県福岡市博多区博多駅前1-15-12

## 事業
資格・講習
- 病院清掃受託責任者講習 - 病院環境衛生管理委員会が担当
- ビル設備管理技能士 - 設備・保全委員会が担当
- ビルクリーニング技能士 - 建物衛生管理委員会が担当
- 建築物清掃業管理評価資格者（通称：ビルクリーニング品質インスペクター）講習 - 品質インスペクタープロジェクトとして実施
- 清掃作業従事者研修指導者講習
- 清掃作業従事者講習
- 空気調和用ダクト清掃作業従事者講習
- 貯水槽清掃作業従事者講習
- 排水管清掃作業従事者講習
- 防除作業従事者講習

上記のテキスト・DVDの製作・販売も実施
各都道府県協会では、職業能力開発校として、ビル管理・清掃など関係技能の講習を行っているところもある。
技能向上
- ビルクリーニング技能競技会の実施

広報・宣伝
- ビルメンこども絵画コンクールの実施
- ビルメンヒューマンフェアの実施
- 月刊『ビルメンテナンス』の発行
- 季刊『ビル管理通信』の発行
- 『全国協会ニュース』の発行

## 関連団体
- 建築物管理訓練センター
- 全国ビルメンテナンス政治連盟
- 日本環境管理学会